# Koko (klub)
Koko (zapis stylizowany: KOKO) – klub muzyczny (niegdyś teatr) w dzielnicy Camden Town w Londynie. Do 2004 budynek znany był jako Camden Palace. Po generalnej renowacji przeprowadzonej przez Olivera Bengougha i jego firmę Mint Entertainment klub nazywa się KOKO.
Klub został otwarty pod nazwą Camden Theatre w Boxing Day w 1900. Posiadał 2434 miejsc siedzących na czterech poziomach i dzięki temu poza obszarem West End był największym teatrem w Londynie. Po renowacji jego pojemność wynosi 1410 miejsc.
W klubie występowało wielu artystów, między innymi: Red Hot Chili Peppers, Madonna, Christina Aguilera, Prince, Coldplay, Katy B, Mr. Big, Oasis, Bruno Mars, Amy Winehouse, La Roux, Lady Gaga, The Killers, Katy Perry.
Polscy muzycy i zespoły, które koncertowały w KOKO to między innymi: Maryla Rodowicz, Budka Suflera, Golec uOrkiestra, Agnieszka Chylińska, Dawid Podsiadło.